# Les Règles de l'art (film)
Pour les articles homonymes, voir Les Règles de l'art.
Pour plus de détails, voir Fiche technique et Distribution.
Les Règles de l'art est un film français réalisé par Dominique Baumard et sorti en 2025. Il s'inspire d'un fait réel : le vol de tableaux au musée d'Art moderne de Paris en 2010.
Il est présenté au festival Premiers Plans d'Angers ainsi qu'au festival international du film de comédie de l'Alpe d'Huez où il obtient le prix spécial du jury.

## Synopsis
Yonathan est un expert en montres de luxe. Alors qu'il mène une vie très tranquille et monotone, il fait la connaissance d'Éric, un escroc spécialisé dans le recel d'objets volés. Fasciné et intrigué, Yonathan entre peu à peu dans ce monde dont il ignore tout. Par ailleurs, Éric fait appel à Jo, un expert du cambriolage. Ce dernier va alors dérober pour lui cinq tableaux considérés comme des chefs-d’œuvre de la peinture — dont Nature morte, chandeliers de Fernand Léger — au musée d'Art moderne de Paris. Estimés à 100 millions d'euros, ce casse devient vite très médiatisé. Cela va embarquer ces trois personnes dans une spirale infernale.

## Fiche technique
Sauf indication contraire, les informations mentionnées dans cette section peuvent être confirmées par les bases de données cinématographiques IMDb et Allociné,  présentes dans la section « Liens externes ».
- Titre original : Les Règles de l'art
- Réalisation : Dominique Baumard
- Scénario : Dominique Baumard et Benjamin Charbit, d'après une idée d'Olivier Bouchara et Benjamin Charbit
- Musique : Lionel Limiñana et David Menke
- Décors : Ann Chakraverty
- Costumes : Larry Boury
- Photographie : Julien Poupard
- Montage : Laurent Rouan
- Production : Toufik Ayadi et Christophe Barral
- Sociétés de production : SRAB Films ; coproduit par M 141
- Sociétés de distribution : Le Pacte (France), Goodfellas (international)
- Budget : N/A
- Pays de production :  France
- Langue originale : français
- Format : couleur - 2.39:1 - son : Dolby Surround 5.1
- Genre : comédie policière, film de casse
- Durée : 94 minutes
- Dates de sortie[1] :
  - France : 15 janvier 2025 (Festival international du film de comédie de l'Alpe d'Huez[2],[3])
  - France : 25 janvier 2025 (festival Premiers Plans d'Angers - film de clôture[4],[3])
  - France : 30 avril 2025

## Distribution
- Melvil Poupaud : Yonathan Cobb
- Julia Piaton : Agnès Cobb, épouse de Yonathan
- Sofiane Zermani : Éric Moreno
- Steve Tientcheu : Jo
- Nitsa Benchetrit : Myriam
- Sophie Vannier : Louise Cobb, fille de Yonathan
- Frédéric Epaud : Commandant de police
- Hamed Souna : un policier[5]

## Production
Le tournage débute en novembre 2023 et se déroule principalement en Île-de-France. L'histoire est librement inspirée du cambriolage record du Musée d'Art Moderne de la Ville de Paris en 2010.

## Sortie et accueil
Le film est présenté en avant-première en compétition officielle au festival international du film de comédie de l'Alpe d'Huez le 15 janvier 2025, où il obtient le prix spécial du jury. Il est ensuite présenté lors du festival Premiers Plans d'Angers le 25 janvier 2025.

## Distinctions
- Festival international du film de comédie de l'Alpe d'Huez 2025 : prix spécial du jury[8],[9]